# Calluga psaphara
Calluga psaphara là một loài bướm đêm trong họ Geometridae.